# Danthonia alpina
Danthonia alpina là một loài thực vật có hoa trong họ Hòa thảo. Loài này được Vest mô tả khoa học đầu tiên năm 1821.